# 유로메드

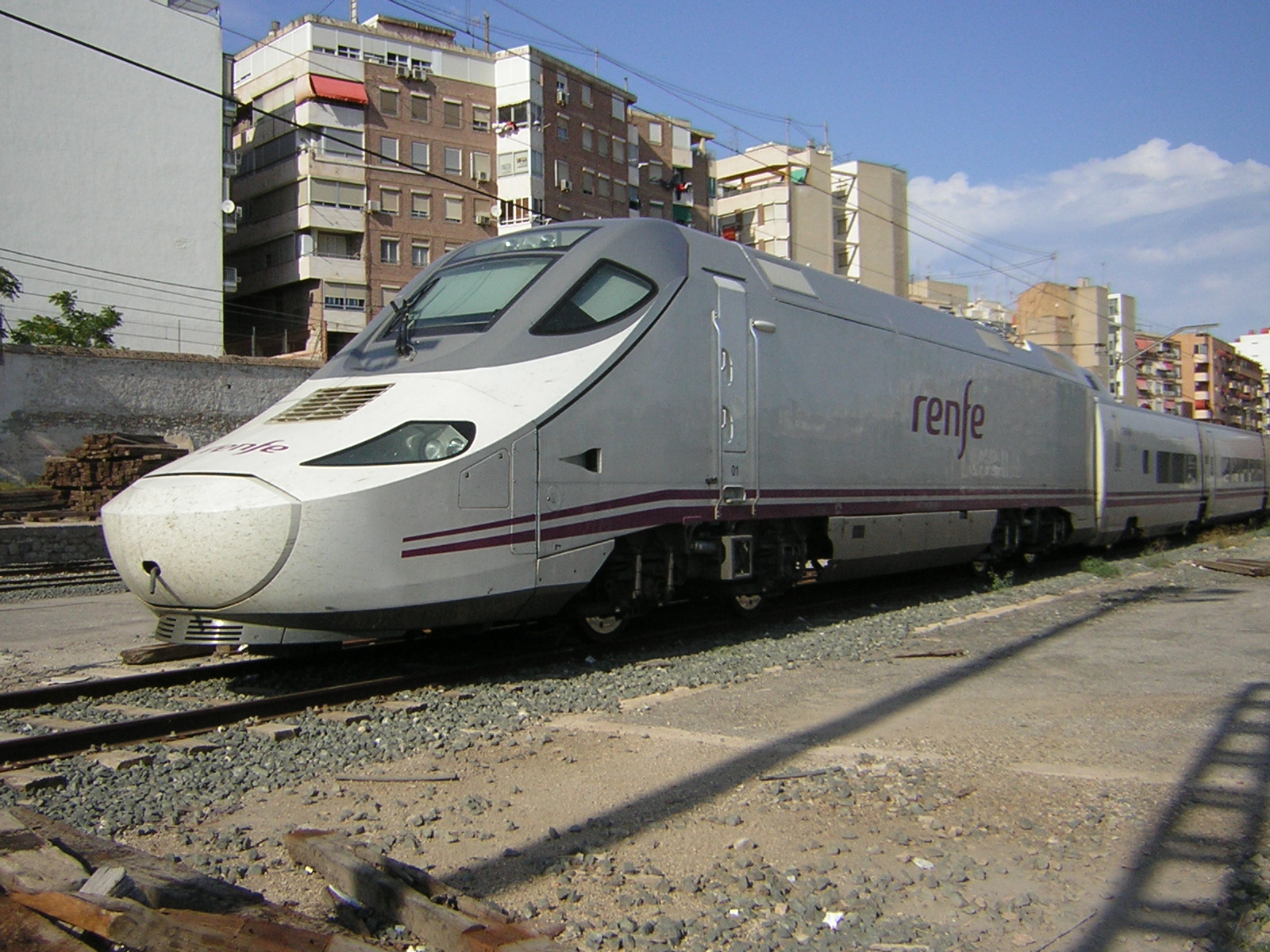
렌페 130급

유로메드(영어: Euromed)는 스페인의 철도 기업인 렌페에서 운행하고 있는 고속열차 등급이다. 스페인 카탈루냐 지방 바르셀로나에서 출발해 지중해 연안 지방의 발렌시아, 알리칸테까지 연결한다. 이 열차는 표준궤로 AVE에서 운행하고 있는 렌페 100급인 광궤용을 장착하고 있다. AVE와 달리 기존 노선으로 운행하고 있기 때문에 전기 방식의 경우 기존의 것에 맞춰서 직류 3,000V에 해당된다.
1997년 6월 16일에 최고 영업 속도 220km로 운행하고 있으나 시범 운행 당시 최고 영업 속도 250km를 기록했다.

## 운행 노선
바르셀로나 산츠 역

 타라고나 역

 카스텔로 드 라 플라나 역

 발렌시아 호아킨 소로야 역

 알리칸테 역

## 운행 차량

### 렌페 101급
2009년에 렌페 130급 차량이 도입하면서 기존에 운행했던 렌페 101급 차량은 2010년까지 렌페 100급으로 개조되어 마드리드 ~ 알바세테 ~ 알리칸테 노선을 운행하게 되었다.

### 렌페 130급
2009년에 기존에 운행했던 렌페 101급 차량을 대체하기 위해 투입되었다.

## 사건 및 사고
- 2002년 3월 30일에 타라고나 역에서 맞은편에 오던 열차와 충돌과 동시에 2대가 탈선했다. 이 사고로 2명이 사망하고 90명이 부상했다. 탈선된 2대 중 동력차가 파손되면서 폐차되었고 이후 SNCF TGV POS, SNCF TGV 듀플렉스에서 사용하는 동력차로 교환되었다.